# Ligne F du métro de New York
 (janvier 2022).
Si vous disposez d'ouvrages ou d'articles de référence ou si vous connaissez des sites web de qualité traitant du thème abordé ici, merci de compléter l'article en donnant les références utiles à sa vérifiabilité et en les liant à la section « Notes et références ».
Pour les articles homonymes, voir Ligne F.
La F Sixth Avenue Local est une ligne (au sens de desserte ou service en anglais) du métro de New York. Sa couleur est l'orange, étant donné qu'elle circule sur l'IND Sixth Avenue Line sur la majorité de son tracé à Manhattan. Elle est issue du réseau de l'ancien Independent Subway System (IND), rattachée à la Division B et compte 45 stations.

## Histoire

Ancien icône de la ligne F de 1967 jusqu'en 1979.

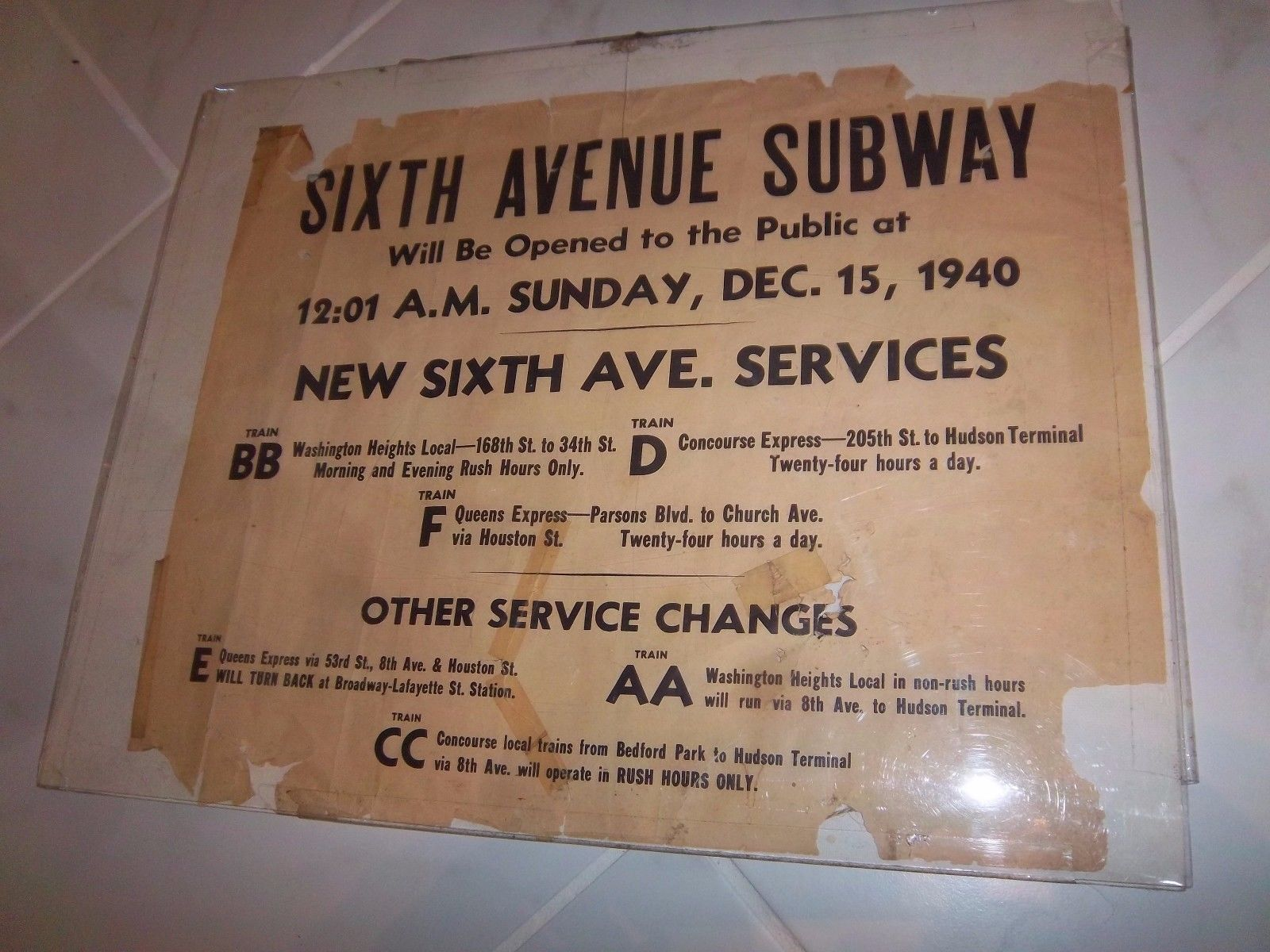
Une affiche annonçant l’ouverture de l’ IND Sixth Avenue Line à minuit une, le 15 décembre 1940.

La ligne F ouvre en même temps que le reste de l’IND Sixth Avenue Line, le 15 décembre 1940. Elle reliait alors déjà le Queens à Manhattan et Brooklyn.

## Caractéristiques

### Stations
| Légende | Légende                                                   |
| ------- | --------------------------------------------------------- |
|         | Sert toujours cette station                               |
|         | Sert toujours cette station, sauf la nuit                 |
|         | Service limité                                            |
|         | Sert cette station durant la nuit                         |
|         | Sert toujours cette station, sauf aux heures de pointe    |
|         | Sert cette station durant les heures de points            |
|         | Sert cette station durant la semaine                      |
|         | Sert cette station durant la nuit et les fins de semaines |
|         | Sert cette station durant les fins de semaines            |

|           | Station                                | Horaires        | Correspondances                                                                    |
| Queens    | Queens                                 | Queens          | Queens                                                                             |
| --------- | -------------------------------------- | --------------- | ---------------------------------------------------------------------------------- |
|           | Jamaica-179th Street                   | Toujours        | (E)                                                                                |
|           | 169th Street                           | Toujours        |                                                                                    |
|           | Parsons Boulevard                      | Toujours        | (E)                                                                                |
|           | Sutphin Boulevard                      | Toujours        |                                                                                    |
|           | Briarwood-Van Wyck Boulevard           | Toujours        | (E)                                                                                |
|           | Union Turnpike-Kew Gardens             | Toujours        | (E)                                                                                |
|           | 75th Avenue                            | Toujours        | (E)                                                                                |
|           | Forest Hills – 71st Avenue             | Toujours        | LIRR                                                                               |
|           | 67th Avenue                            | Nuits seulement | (E) · (M) · (R)                                                                    |
|           | 63rd Drive-Rego Park                   | Nuits seulement | (E) · (M) · (R)                                                                    |
|           | Woodhaven Blvd                         | Nuits seulement | (E) · (M) · (R)                                                                    |
|           | Grand Avenue-Newtown                   | Nuits seulement | (E) · (M) · (R)                                                                    |
|           | Elmhurst Avenue                        | Nuits seulement | (E) · (M) · (R)                                                                    |
|           | Jackson Heights – Roosevelt Avenue     | Toujours        | (E) · (M) · (R) · (7) · (<7>)                                                      |
|           | 65th Street                            | Nuits seulement | (E) · (M) · (R)                                                                    |
|           | Northern Boulevard                     | Nuits seulement | (E) · (M) · (R)                                                                    |
|           | 46th Street                            | Nuits seulement | (E) · (M) · (R)                                                                    |
|           | Steinway Street                        | Nuits seulement | (E) · (M) · (R)                                                                    |
|           | 36th Street                            | Nuits seulement | (E) · (M) · (R)                                                                    |
|           | 21st Street-Queensbridge               | Toujours        |                                                                                    |
| Manhattan |                                        |                 |                                                                                    |
|           | Roosevelt Island                       | Toujours        |                                                                                    |
|           | Lexington Avenue / 59th Street         | Toujours        | (transfert gratuit avec OMNY ou MetroCard pour toutes les lignes sauf la ligne Q.) |
|           | 57th Street                            | Toujours        |                                                                                    |
|           | 47th–50th Streets – Rockefeller Center | Toujours        | (B) · (D) · (M)                                                                    |
|           | 42nd Street / Fifth Avenue             | Toujours        | (B) · (D) · (M)                                                                    |
|           | 34th Street – Herald Square            | Toujours        | PATH                                                                               |
|           | 23rd Street                            | Toujours        | PATH                                                                               |
|           | 14th Street / Sixth Avenue             | Toujours        | PATH                                                                               |
|           | West Fourth Street – Washington Square | Toujours        | (B) · (D) · (M) · (A) · (C) · (E)                                                  |
|           | Broadway - Lafayette Street            | Toujours        | (B) · (D) · (M)                                                                    |
|           | Lower East Side-Second Avenue          | Toujours        |                                                                                    |
|           | Delancey Street                        | Toujours        | (J) · (M) · (Z)                                                                    |
|           | East Broadway                          | Toujours        |                                                                                    |
| Brooklyn  |                                        |                 |                                                                                    |
|           | York Street                            | Toujours        |                                                                                    |
|           | Jay Street – MetroTech                 | Toujours        | (A) · (C) · (N) · (R) · (W)                                                        |
|           | Bergen Street                          | Toujours        | (G)                                                                                |
|           | Carroll Street                         | Toujours        | (G)                                                                                |
|           | Smith-Ninth Streets                    | Toujours        | (G)                                                                                |
|           | Fourth Avenue                          | Toujours        | (G) · (D) · (N) · (R) · (W)                                                        |
|           | Seventh Avenue                         | Toujours        | (G)                                                                                |
|           | 15th Street-Prospect Park              | Toujours        | (G)                                                                                |
|           | Fort Hamilton Parkway                  | Toujours        | (G)                                                                                |
|           | Church Avenue                          | Toujours        | (G)                                                                                |
|           | Ditmas Avenue                          | Toujours        |                                                                                    |
|           | 18th Avenue                            | Toujours        |                                                                                    |
|           | Avenue I                               | Toujours        |                                                                                    |
|           | Bay Parkway                            | Toujours        |                                                                                    |
|           | Avenue N                               | Toujours        |                                                                                    |
|           | Avenue P                               | Toujours        |                                                                                    |
|           | Kings Highway                          | Toujours        |                                                                                    |
|           | Avenue U                               | Toujours        |                                                                                    |
|           | Avenue X                               | Toujours        |                                                                                    |
|           | Neptune Avenue                         | Toujours        |                                                                                    |
|           | West Eighth Street-New York Aquarium   | Toujours        | (Q)                                                                                |
|           | Coney Island – Stillwell Avenue        | Toujours        | (D) · (N) · (Q)                                                                    |

## Exploitation

### Fréquences
La ligne F est l’une des plus fréquentées du réseau new-yorkais, principalement sur ses sections entre le Queens et Midtown. En heure de pointe, la fréquence atteint un train toutes les 3 minutes dans chaque sens. Un train toutes les 6 minutes en heure creuse la journée, et tous les quarts d’heures la nuit.

### Fonctionnement
La ligne F est locale de son terminus de Jamaica jusqu’à la station Forest Hills – 71st Avenue. Sur l’IND Queens Boulevard Line la ligne devient express jusqu’à 21st Street - Queensbridge. Elle est locale dans Manhattan au côté de la ligne M ainsi que dans Downtown Brooklyn. Elle peut redevenir express uniquement en heure de pointe entre Downtown Brooklyn et Coney Island dans la direction la plus encombrée.

## Matériel Roulant
La ligne était, depuis 1975 exploité intégralement par des rames anciennes R46. Depuis, des rames plus récentes, des R160A et R160B ont été introduites pour les remplacer. La dernière rame R46 de la ligne F a été retirée de la ligne en Mars 2020, maintenant déplacées sur les lignes N, Q et W.

## Projets
Les usagers de la ligne F de Brooklyn se plaignent régulièrement de la lenteur du service sur la portion entre Coney Island et Church Avenue. Trop de stations et des vitesses réduites sur les viaducs rendent le trajet excessivement long pour ceux souhaitant se rendre à Manhattan, dans des trains généralement bondés. La création d’un service express en heure de pointe dans la direction la plus encombrée sur l’IND Culver Line a déjà été mise en place depuis 2018 à certaines heures seulement. Mais depuis Mars 2020, le service est suspendu dans le cadre du plan “essential service” à cause de la pandémie de Covid-19. Dans le futur ce service devrait être étendu.